# Mostazaffo
Il mostazaffo, detto anche mustaçaf  o amostassen nel principato di Catalogna, almotacen o almudaçaf nel  regno di Castiglia e almudaçaf in quello di Aragona, nella Corona d'Aragona era una figura identificabile come un ufficiale pubblico, cui erano demandati particolari compiti di controllo su specifiche e particolari attività, una sorta di assessore all'annona d'altri tempi e con maggiori poteri. 
Per esempio, si annoveravano tra le mansioni affidate al mostazaffo il controllo delle fontane pubbliche o il controllo dei commerci nelle aree di mercato. Da essi erano svolte anche molteplici attività demandate dall'Autorità Reale, il controllo doganale e contabile dei Regi Demani.
Il termine pare derivi da almotacen, termine spagnolo a sua volta di origine araba, e la sua istituzione risale al 1238, quando a Valencia un ufficiale cristiano assunse le funzioni del muḥtasib arabo. Da lì, si diffuse nelle altre città della Corona d'Aragona, ad esempio nelle terre sarde.